# 米花剛史
米花 剛史（よねはな つよし、1982年10月5日 - ）は、日本のダンサー・俳優。元アイドル、元ジャニーズJr.。
ダンスとアクロバットを得意とし、現在は舞台中心に活動している。

## 略歴
- 1995年から2012年7月末までジャニーズ事務所に所属。ジャニーズJr.内ユニット・Musical Academyのメンバーとして先輩アイドルのバックダンサーや舞台を中心に活躍していた[3]。
- 退社後は芸能界を引退して飲食店に勤務していたが[4]、2016年5月に閉店した[5]。
- 2017年7月、『TOKYO SABERZ』に正式加入。俳優として復帰。

## 参加ユニット
- ジャニーズSr.2代目（1996年頃）
- TOKYO（1997年）
- Musical Academy（1999年9月頃 - 2012年7月末）

## 主な出演

### テレビドラマ
- 伝説の教師（2000年4月15日 - 6月24日、日本テレビ）進藤真利 役
- 史上最悪のデート 第15話（2001年3月18日、日本テレビ）亀次郎 役
- 少年タイヤ ジプシー（2001年11月20日 - 12月18日、フジテレビ）

### バラエティ
- アイドルオンステージ（1995年 - 1997年3月30日、NHK）
- ミュージックジャンプ（1995年4月 - 2000年3月26日、NHK）
- 愛LOVEジュニア（1996年4月8日 - 1998年9月28日、テレビ東京）
- SHOW-NEN J（1998年4月2日 - 10月1日、テレビ朝日）
- GYU!と抱きしめたい（1998年4月5日 - 9月28日、日本テレビ）
- 8時だJ（1998年4月15日 - 1999年9月22日、テレビ朝日）
- BOYS BE・・・Jr.（1998年10月4日 - 12月27日、日本テレビ）
- THE夜もヒッパレ（1999年6月16日 - 2002年9月20日、日本テレビ）
- 少年隊夢（1999年12月10日 - 2001年3月21日、フジテレビ）
- ユニバーサルスタジオがやってきた（2001年2月14日、テレビ朝日）
- ザ少年倶楽部プレミアム（2006年5月21日 - 2012年、NHK）

### 舞台

#### ジャニーズ事務所時代
- ジャニーズファンタジー「KYO TO KYO」オールジャニーズJr.公演（1997年8月29日、京都シアター1200）
- PLAYZONE'00 -THEME PARK-（2000年7月16日 - 8月20日、青山劇場・大阪フェスティバルホール）
- MILLENNIUM SHOCK（2000年11月2日 - 26日、帝国劇場）
- PLAYZONE'01 -新世紀-（2001年7月14日 - 8月17日、青山劇場・大阪フェスティバルホール）
- SHOW劇・SHOCK（2001年12月1日 - 2002年1月27日、帝国劇場）
- 赤坂晃&MA ディナーショー（2001年12月25日・26日、東京全日空ホテル・大阪帝国ホテル）
- PLAYZONE'02 -愛史-（2002年7月14日 - 8月15日、青山劇場・大阪フェスティバルホール）
- My Mirage（2002年9月12日 - 16日、かながわドームシアター）
- 東山紀之 ディナーショー（2002年11月11日 - 28日、東京・札幌ほか）
- 青木さん家の奥さん（2003年5月29日 - 6月15日、東京グローブ座・大阪厚生年金芸術ホール）
- PLAYZONE'03 -Vacation-（2003年7月14日 - 8月17日、青山劇場・大阪フェスティバルホール）
- shockingSHOCK（2004年2月6日 - 29日、帝国劇場）
- 真夏の夜の夢（2004年5月30日 - 6月12日、東京グローブ座）
- My Mirage II（2004年10月15日 - 19日、東京厚生年金会館）
- Endless SHOCK（2005年1月8日 - 2月28日、帝国劇場）
- PLAYZONE'05 -Twenty Years-（2005年7月6日 - 8月17日、青山劇場・大阪フェスティバルホール）
- FAME（2005年11月19日 - 12月2日、東京芸術劇場・シアターBRAVA!）
- Endless SHOCK（2006年2月6日 - 3月29日、帝国劇場） - ヨネハナ 役
- 忍者イリュージョン NARUTO -ナルト-（2006年5月4日 - 21日、五反田ゆうぽうと簡易保険ホール・シアターBRAVA!）
- FAME（再演）（2006年11月11日 - 26日、東京芸術劇場・シアターBRAVA!・愛知厚生年金芸術会館・メルパルクホール）
- Endless SHOCK（2007年1月6日 - 2月28日、帝国劇場）
- サバイバル☆アイランド（2007年5月11日 - 6月3日、サンシャイン劇場・兵庫県立芸術文化センター）
- ＠THE globe Project Vol.3「恋愛模様/守ってください」（2007年12月1日 - 2日、東京グローブ座）
- Endless SHOCK（2008年1月6日 - 2月26日、帝国劇場）
- フルハウス（2008年5月2日 - 6月1日、東京グローブ座・兵庫県立芸術文化センター）
- Endless SHOCK（2009年2月5日 - 3月30日、帝国劇場）
- Endless SHOCK（2010年2月14日 - 3月30日・7月4日 - 7月31日、帝国劇場）

#### 2017年復帰以降
- メタルマクベス disc1 (2018年7月23日 - 8月31日、IHIステージアラウンド東京)
- メタルマクベス disc3 (2018年11月9日 - 12月31日、IHIステージアラウンド東京)
- 伊賀の花嫁　その三「ズルい女」編　(2019年2月2日 - 11日、三越劇場)
- 劇団☆新感線 いのうえ歌舞伎 『けむりの軍団』(2019年7月15日-8月24日、TBS赤坂ACTシアター)(2019年9月6日-9月23日、博多座)(2019年10月8日-10月21日、大阪フェスティバルホール)
- 劇団新感線 いのうえ歌舞伎『神州無頼街』　(2022年3月17日 - 29日、オリックス劇場)　(2022年4月9日 - 12日、富士市文化会館ロゼシアター 大ホール)　(2022年4月26日 - 5月28日、東京建物 Brillia HALL(豊島区立芸術文化劇場))[6]
- 劇団☆新感線　薔薇とサムライ2 ー海賊女王の帰還ー（2022年 9月 - 11月、新橋演舞場ほか）
- 劇団☆新感線43周年興行・秋公演 いのうえ歌舞伎『天號星』（2023年9月14日 - 10月21日、THEATER MILANO-Za / 11月1日 - 20日、COOL JAPAN PARK OSAKA WWホール）[7]
- 劇団☆新感線44周年興行・夏秋公演 いのうえ歌舞伎『バサラオ』（2024年7月7日 - 8月2日、博多座 / 8月12日 - 9月26日、明治座 / 10月5日 - 17日、フェスティバルホール）[8]
- 劇団☆新感線45周年興行・初夏公演 いのうえ歌舞伎【譚】Retrospective『紅鬼物語』（2025年5月13日 - 6月1日、SkyシアターMBS / 6月24日 - 7月17日、シアターH）[9]
- 2025年劇団☆新感線 45周年興行・秋冬公演 チャンピオンまつり いのうえ歌舞伎『爆烈忠臣蔵〜桜吹雪 THUNDERSTRUCK』（2025年9月19日 - 23日〈予定〉、まつもと市民芸術館 / 10月9日 - 23日〈予定〉、フェスティバルホール / 11月9日 - 12月26日〈予定〉、新橋演舞場）[10]

### コンサート
- 夏だ!祭りだ!こどもカーニバル ジャニーズJr.ミニライブ（1995年7月27日、新高輪プリンセスホテル 飛天の間）
- ジャニーズJr.1stコンサート（1998年2月1日・11日・15日、名古屋センキュリーホール・横浜アリーナ・大阪城ホール）
- Johnny's Winteer Concert（1998年12月27日 - 1999年1月6日、横浜アリーナ・大阪城ホール）
- Fresh Spring Concert'99（1999年5月2日 - 6月20日、横浜アリーナ・大阪城ホール）
- ジャニーズJr.特急<10・9>投球<10・9>コンサート（1999年10月9日、東京ドーム）
- ジャニーズJr. Spring Concert2000（1999年5月2日 - 6月20日、横浜アリーナ・大阪城ホール・名古屋レインボーホール）
- V6 SUMMERコンサート HAPPY〜ComingCentury20thCentury forever〜（2000年8月25日 - 9月10日、大阪・埼玉）
- ジャニーズJr.<東・阪・名>3大ドームコンサート（2000年9月3日 - 10月15日、東京ドーム・大阪ドーム・ナゴヤドーム）
- KinKi Kids 24/7 G Tour（2003年12月13日 - 2004年1月1日）
- TOKIOコンサートツアー（2003年2月1日 - 3月30日）
- KinKi Kids DOME TOUR 〜font de Anniversary〜（2004年12月18日 - 2005年1月1日）
- SUMMARY 2005“MA 1st LIVE 2005”（2005年8月28日、Johnnys Theater）
- 見なきゃソンSONG PRIDEかけてジャニーズ歌合戦 at TOKYO DOME since 1998（2005年12月31日 - 2006年1月1日、東京ドーム）
- KinKi Kids H TOUR　〜Have A Nice Day〜（2005年12月24日 - 2006年1月1日）
- KOICHI DOMOTO CONCERT TOUR 2006 mirror The Music Mirrors My Feeling （2006年9月13日 - 10月30日）
- KinKi Kids CONCERT TOUR 2006〜2007 Harmony of Winter -iD-（2006年12月24日 - 2007年1月1日）
- ジャニーズカウントダウン2006-2007（2006年12月31日 - 2007年1月1日、東京ドーム）
- We are Ø'n39!!AND U ? KinKi Kids Live in DOME 07〜08（2007年12月23日 - 2008年1月1日）
- 10年目だよ!見なきゃソンSONGジャニーズカウントダウン歌合戦（2007年12月31日 - 2008年1月1日、東京ドーム）
- KinKi Kids「キンキキッズ 緊急全国ツアー　KinKi you コンサート。」（2008年7月21日 - 11月3日）
- KinKi Kids「キンキキッズ 緊急全国ツアー　KinKi you コンサート。東京・大阪第2弾」（2008年11月30日 - 2009年1月1日）
- 堂本光一 CONCERT TOUR 2009 Best Performance And Music （2009年8月15日 - 10月12日）
- KinKi Kids CONCERT TOUR J　（2009年12月18日 - 2010年1月11日）
- 吠えろ!ジャニーズ虎の巻 東西ドーム10万人集結!!超豪華年越し生歌合戦　（2009年12月31日 - 2010年1月1日、東京ドーム）
- KinKi Kids 2010-2011 〜君も堂本FAMILY〜（2010年12月8日 - 2011年1月10日）
- 跳べ!ジャニーズ 嵐を呼ぶ年越し生歌合戦だピョン!!　（2010年12月31日 - 2011年1月1日、東京ドーム）
- King・KinKi Kids 2011 - 2012（2011年12月25日 - 2012年1月1日）
- リュウ達来ちゃいなよ!ジャニーズ東西ドーム年越し生歌合戦!!　（2011年12月31日 - 2012年1月1日、東京ドーム）

### CM
- 森永乳業「ピクニック」（1996年11月 - 1997年1月、元関西Jr.田中純弥と共演）
- P&G 「プリングルズ」（2003年2月8日 - 春頃）城島茂・町田慎吾と共演

### イベント
- 第80回全国高等学校野球選手権大会プレイベント（1998年8月6日、阪神甲子園球場）

### ラジオ
- ジャニーズJr. アフタースクール女子高生超サイコー裁判SHOW!（1996年9月16日 - 1997年4月4日、ニッポン放送）
- ジャニーズJr. DOKIDOKIアフタースクール（1997年4月12日 - 10月4日、ニッポン放送）
- ジャニーズJr. アフタースクール恋の青春花吹雪（1997年10月6日 - 1998年3月27日、ニッポン放送）
- DOKIDOKI2アフタースクール（1998年4月6日 - 2002年3月29日、ニッポン放送）